# Gérard Lifondja
Gérard Lifondja (Etterbeek, 2 maart 1989) is voormalig Belgisch voetballer met Congolese roots. Lifondja was een middenvelder. 

## Carrière
Lifondja tekende in januari 2005 een contract voor drie seizoenen bij RSC Anderlecht, ondanks de interesse van onder andere Arsenal FC en Leeds United. In januari 2007 mocht hij mee met de A-kern op winterstage naar La Manga, samen met onder andere de jonge Sven Kums. In de zomer van 2007 stapte hij echter over naar RKC Waalwijk, waar hij een contract voor vier seizoenen tekende. Maarten Martens had in 2004 dezelfde stap gezet, en die was inmiddels Rode Duivel geworden.
Lifondja maakte zijn debuut in het betaalde voetbal op 14 maart 2008 tegen AGOVV Apeldoorn. Hij kwam uiteindelijk echter niet veel aan spelen toe bij RKC, waarop hij in 2010 voor de Cypriotische tweedeklasser Digenis Morfou tekende. Nadien kwam hij in de lagere Belgische divisies nog uit voor Racing Mechelen, Olympia Wijgmaal, FC Pepingen en SK Berlare. In 2017 zette hij een punt achter zijn carrière.
Lifondja is tegenwoordig personal trainer. Hij werkt samen met Glenn Vercauteren, de zoon van Frank Vercauteren, om mensen te begeleiden in hun sport of dagelijks leven. Hij hielp onder andere Anthony Vanden Borre met zijn comeback.

## Statistieken
| Seizoen | Club            | Wedstrijden | Doelpunten | Competitie     |
| ------- | --------------- | ----------- | ---------- | -------------- |
| 2007/08 | RKC Waalwijk    | 2           | 0          | Eerste Divisie |
| 2008/09 | RKC Waalwijk    | 8           | 0          | Eerste Divisie |
| 2009/10 | RKC Waalwijk    | 7           | 0          | Eredivisie     |
| 2010/11 | Digenis Morfou  | 16          | 3          | B' Kategoria   |
| 2011/12 | Racing Mechelen | 19          | 2          | Derde Klasse   |
| Totaal  |                 | 52          | 5          |                |